# Ectomychus africanus
Ectomychus africanus es una especie de coleóptero de la familia Endomychidae.

## Distribución geográfica
Habita en Camerún.